# Vysoká škola národní bezpečnosti

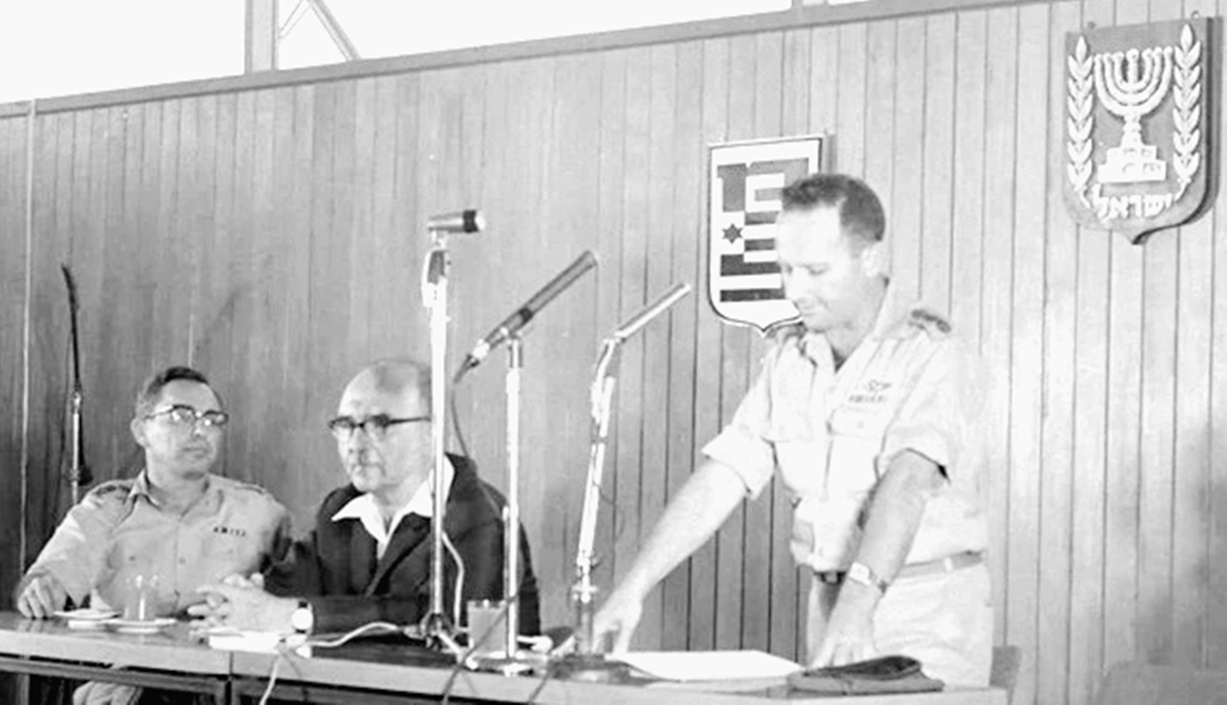
Slavnostní otevření školy (1963)

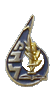
Odznak pro absolventy

Vysoká škola národní bezpečnosti (hebrejsky המכללה לביטחון לאומי‎, ha-Michlela le-bitachon le'umi, zkráceně MBL, MABL, MBAL či MABAL), v překladu též Vysoká škola národní obrany, je vojenská vzdělávací instituce v Izraeli, jejímž cílem je poskytovat vzdělání v oblasti základů národní bezpečnosti na akademické úrovni v politických a sociálních otázkách. Vysoká škola je určena pro vysoce postavené příslušníky všech izraelských bezpečnostních složek.

## Vzdělávací program
Vzdělávací program je obdobou magisterského studia politologie se zaměřením na národní bezpečnost a jeho dokončení rovněž umožňuje absolventům získat magisterský titul v oboru politologie na Haifské univerzitě, kde se vyučují další vojenské programy.

## Historie
V červenci 1962 přijala izraelská vláda zásadní rozhodnutí o zřízení vysoké školy národní bezpečnosti v Jeruzalémě, přičemž v čele zakládajícího týmu stál Uzi Narkis. V červnu 1963 izraelská vláda rozhodla o zřízení de facto vysoké školy s podporou Davida Ben Guriona a s odporem řady ministrů, včetně Pinchase Sapira, Jig'ala Alona, Leviho Eškola a Moše Dajana. Škola byla otevřena 15. října 1963, jejím prvním velitelem byl Uzi Narkis a jeho zástupcem Refa'el Vardi.
V červenci 1967, po pouhých čtyřech letech, byla škola na doporučení komise vedené Jiga'elem Jadinem uzavřena. V roce 1974, po jomkipurské válce, bylo rozhodnuto o obnově školy, ovšem obnova byla odložena kvůli rozpočtovým omezením. Koncem roku 1975 byl Menachem Meron vyslán na studijní pobyt do zahraničí a bylo rozhodnuto, že znovu založí vysokou školu, která bude otevřena v roce 1977. Škola byla otevřena 1. září 1977.
V roce 1991 se všechny vysoké vojenské školy, včetně MABAL, staly součástí jedné vzdělávací jednotky spadající pod Generální štáb.
V roce 2006 začala vysoká škola přijímat studenty ze zahraničních armád.

## Velitelé
| Pořadí | Obrázek | Velitel          | Funkční období                  | Poznámka                                                                  |
| ------ | ------- | ---------------- | ------------------------------- | ------------------------------------------------------------------------- |
| 1.     |         | Uzi Narkis       | říjen 1963 – listopad 1965      | Později se stal velitelem centrálního velitelství                         |
| 2.     |         | El'ad Peled      | listopad 1965 – červenec 1967   | Později attaché Izraelských obranných sil ve Spojených státech amerických |
| 3.     |         | Menachem Meron   | 1977 – 1980                     | Později attaché Izraelských obranných sil ve Washingtonu                  |
| 4.     |         | Ja'akov Even     | 1980 – 1983                     |                                                                           |
| 5.     |         | Avi'ezer Ja'ari  | 1983 – 1986                     |                                                                           |
| 6.     |         | Ja'akov Lapidot  | 1986 – 1990                     |                                                                           |
| 7.     |         | Josi Ben Chanan  | 1990 – 1994                     |                                                                           |
| 8.     |         | Jicchak Brik     | 1994 – 1998                     |                                                                           |
| 9.     |         | Ja'akov Amidror  | 1998 – 2002                     | Později se stal předsedou národní bezpečnostní rady                       |
| 10.    |         | Amos Jadlin      | 2002 – 2004                     | Později se stal náčelníkem zpravodajské služby Aman                       |
| 11.    |         | Ejal Ben Re'uven | 2004 – březen 2006              |                                                                           |
| 12.    |         | Geršon ha-Kohen  | březen 2006 – prosinec 2011     |                                                                           |
| 13.    |         | Josi Bajdac      | prosinec 2011 – srpen 2015      |                                                                           |
| 14.    |         | Tamir Hejman     | srpen 2015 – 3. leden 2018      | Později se stal náčelníkem zpravodajské služby Aman                       |
| 15.    |         | Amir Bar'am      | 3. leden 2018 – 11. březen 2019 |                                                                           |
| 16.    |         | Itaj Veruv       | 11. březen 2019 – současnost    |                                                                           |

## Galerie

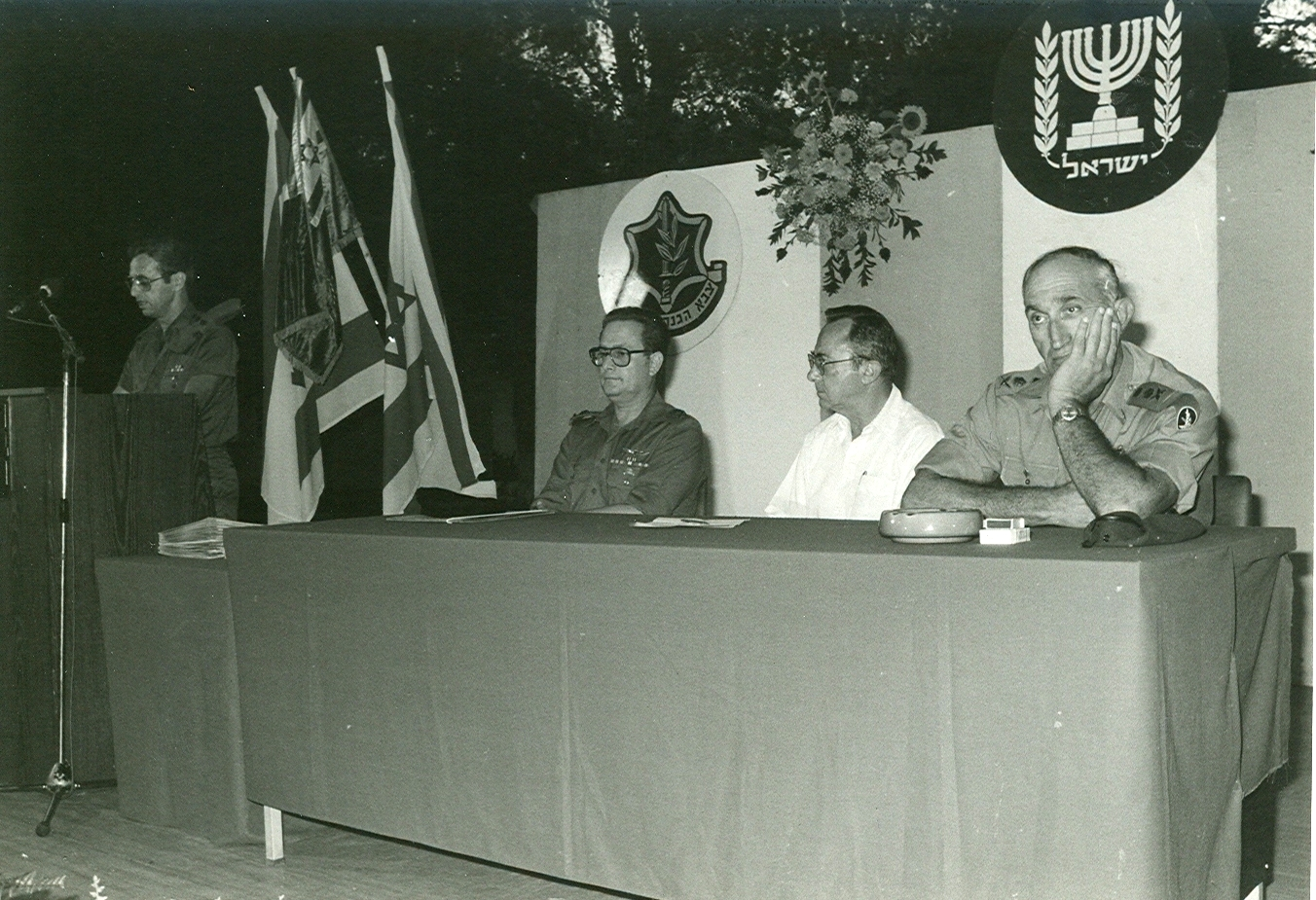
Slavnostní promoce 10. ročníku Vysoké školy národní bezpečnosti, 1983. Zleva doprava: Efrajim Lapid, velitel školy Ja'akov Even, ministr obrany Moše Arens a Ramatkal Moše Levi.
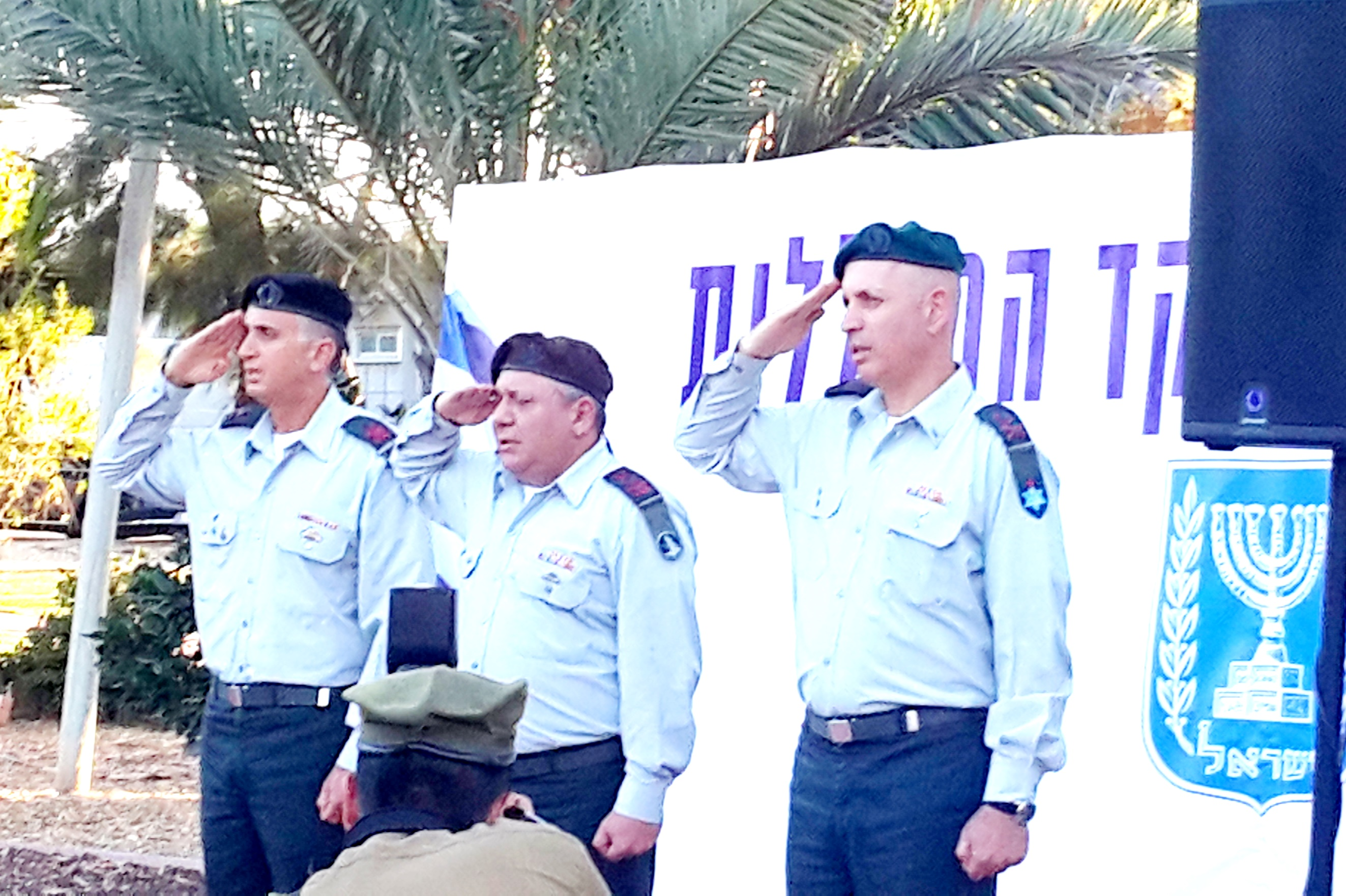
Slavnostní ceremoniál u příležitosti výměny velitele Vysoké školy národní bezpečnosti, srpen 2015. Zleva doprava: Josi Bajdac končící ve funkci velitele, Ramatkal Gadi Eizenkot a Tamir Hejman, nastupující velitel.
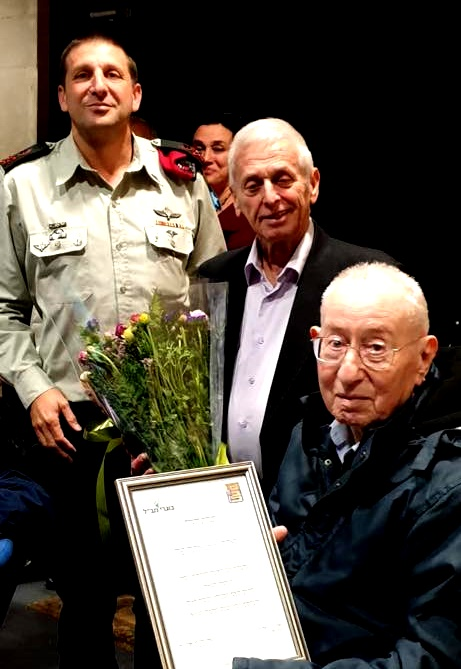
Udělení děkovného certifikátu vůbec druhému veliteli Vysoké školy národní bezpečnosti El'adu Peledovi na konferenci absolventů, leden 2020. Zleva doprava: velitel školy Itaj Veruv, Efrajim Lapid a El'ad Peled.